# Yvernaumont
Yvernaumont ist eine französische Gemeinde mit 121 Einwohnern (Stand: 1. Januar 2022) im Département Ardennes in der Region Grand Est (bis 2015 Champagne-Ardenne). Sie gehört zum Arrondissement Charleville-Mézières und zum Gemeindeverband Crêtes Préardennaises. Die Bewohner werden Yvernaumontois genannt. In Yvernaumont gibt es keine Kirchen. Für die Gläubigen ist die wenige hundert Meter westlich gelegene Kirche Saint-Martin der Nachbargemeinde Guignicourt-sur-Vence zuständig.

## Geografie
Die Gemeinde Yvernaumont liegt an den südlichen Ausläufern der Ardennen, etwa zehn Kilometer südsüdwestlich von Charleville-Mézières und etwa 20 Kilometer westlich von Sedan. Die Vence begrenzt die Gemeinde im Nordwesten. Umgeben wird Yvernaumont von den Nachbargemeinden Boulzicourt im Nordosten, Villers-sur-le-Mont im Südosten, Poix-Terron im Süden, Touligny im Südwesten sowie Guignicourt-sur-Vence im Westen und Nordwesten.

## Bevölkerungsentwicklung
| Jahr      | 1962 | 1968 | 1975 | 1982 | 1990 | 1999 | 2006 | 2015 | 2022 |
| Einwohner | 93   | 110  | 110  | 118  | 117  | 140  | 142  | 141  | 121  |

In den Jahren 1841 und 1911 wurden mit je 169 Bewohnern die bisher höchsten Einwohnerzahlen ermittelt. Die Zahlen basieren auf den Daten von cassini.ehess und INSEE.

## Wirtschaft und Infrastruktur
In der Gemeinde Yvernaumont sind zwei Landwirtschaftsbetriebe ansässig (Rinderzucht, Milchviehwirtschaft).
Durch die Gemeinde Yvernaumon verläuft die Autoroute A34 mit einer eigenen Anschlussstelle. Die zehn Kilometer entfernte Stadt Charleville-Mézières ist ein Straßen- und Bahnknotenpunkt.

## Belege
1. ↑  Yvernaumont auf cassini.ehess
2. ↑  Yvernaumont auf INSEE
3. ↑  Landwirtschaftsbetriebe auf annuaire-mairie.fr (französisch)